# Expressway 14 (Südkorea)
Der Expressway 14  (kor. 함양울산고속도로, auch Hamyang-Ulsan Expressway genannt) ist eine geplante Schnellstraße in Südkorea. Der Baubeginn ist auf November 2013 angesetzt. Die Autobahn soll den Landkreis Hamyang mit der Großstadt Ulsan im Südosten Südkoreas verbinden.
Am 27. Dezember 2012 wurde die Nummerierung der geplanten Autobahn per präsidialen Dekret auf die Nummer 14 festgelegt. Die geplante Länge beträgt 146,6 km. Die Eröffnung der kompletten Autobahn ist für 2019 geplant.